# Charles Gallet
Pour les articles homonymes, voir Gallet.
Charles Gallet est un député français, né le 26 novembre 1875 à Beauvoir-sur-Mer et mort le 1er novembre 1951 à La Roche-sur-Yon.

## Biographie
Charles Gallet, avocat au barreau de La Roche-sur-Yon, devient conseiller municipal de Beauvoir-sur-Mer. En 1928, il est élu député de la Vendée. Défenseur des intérêts vendéens, il est réélu en 1932.

## Source
- « Charles Gallet », dans le Dictionnaire des parlementaires français (1889-1940), sous la direction de Jean Jolly, PUF, 1960 [détail de l’édition]